# Kasbah (Algier)

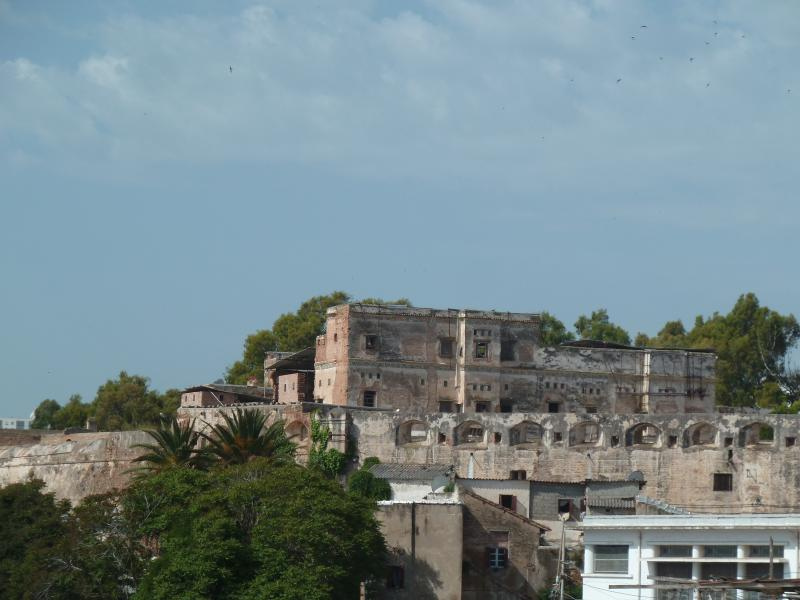
Dar Soltan

Die Kasbah der algerischen Hauptstadt Algier bezeichnet sowohl die Zitadelle aus dem 16. Jahrhundert als auch das historische Altstadtviertel, das sich stufenförmig an einem Hang über dem Mittelmeer erstreckt. Die heutige Struktur entstand überwiegend in der osmanischen Zeit, mit Wurzeln bis ins 10. Jahrhundert. 1992 wurde die Kasbah von der UNESCO als Weltkulturerbe anerkannt.

## Geschichte
Die Kasbah entwickelte sich um die Zitadelle im 16. Jahrhundert auf älteren Siedlungsspuren. In der osmanischen Ära entstand ein dicht bebautes Viertel mit Moscheen, Palästen und öffentlichen Gebäuden. Während der französischen Kolonialzeit verlor sie an zentraler Bedeutung, war jedoch im Algerienkrieg (1954–1962) wichtiger Widerstandsort.

## Beschreibung
Die Kasbah zeichnet sich durch enge, gewundene Gassen und eine Vielzahl traditioneller Bauwerke wie Wohnhäuser, Werkstätten, Basare und Hammams aus. Bedeutende Paläste sind Dar Aziza, Dar Hassan Pacha und Dar Soltan, die mit lokalen Materialien errichtet wurden.

### Moscheen und religiöse Bauten
Wichtige Moscheen sind:
- Die Große Moschee (Jamaa el Kebir) mit Ursprüngen im 11. Jahrhundert, heutiger Bau von 1324, erneuert 1794.[2]
- Die Neue Moschee (Jamaa el Jedid; 1660) mit griechischem Kreuzgrundriss.
- Die Ketchaoua-Moschee (16. Jh.), während der Kolonialzeit zur Kathedrale umgebaut, seit 1962 wieder Moschee.
- Die Sidi-Abdarrahman-Moschee (1627), benannt nach dem Stadtpatron.

Ehemalige jüdische und christliche Sakralbauten:
- Die »Große Synagoge von Algier« (Rabbi Bloch), errichtet 1865, 1962 zur Ibn-Fares-Moschee umgewidmet.
- Am Rand der Kasbah befinden sich frühere Kolonialkirchen.

## UNESCO-Welterbe
Die Kasbah gilt als herausragendes Beispiel traditioneller mediterraner Stadtarchitektur mit großem universellem Wert (Kriterien ii, v). Ihr Erhalt wird durch Restaurierungen und Schutzmaßnahmen sowie die Bewahrung handwerklicher Traditionen sichergestellt. Dennoch bestehen Gefahren durch Erdbeben, Verfall, unkontrollierte Eingriffe und demografische Veränderungen.

## Bedeutung und Rezeption
Historisch fungierte die Kasbah als Verwaltungszentrum, Rückzugsort und Widerstandsstätte. International bekannt wurde sie durch den Film Pépé le Moko – Im Dunkel von Algier (1937, Regie: Julien Duvivier).